# Haledon
Haledon är en kommun (borough) i Passaic County i New Jersey. Vid 2010 års folkräkning hade Haledon 8 318 invånare.

## Kända personer från Haledon
- Bruce Baumgartner, brottare